# Maison Roch
La maison Roch est un édifice situé à Vauconcourt-Nervezain, en France.

## Localisation
L'édifice est situé sur la commune de Vauconcourt-Nervezain, dans le département français de la Haute-Saône.

## Historique
L'édifice est inscrit au titre des monuments historiques en 1997.